# Kuku-mu’inh
Kuku-mu’inh är ett utdött australiskt språk. Kuku-mu’inh talades i Queensland och tillhörde de pama-nyunganska språken.